# Aïn Rahma
Aïn Rahma è un comune dell'Algeria, situato nella provincia di Relizane.